# Ciudad Empresarial
La Ciudad Empresarial es un barrio financiero de la ciudad de Santiago, Chile, ubicado al oriente de la zona norte de la ciudad, específicamente en la comuna de Huechuraba, el cual junto con Sanhattan constituyen la zona financiera y de oficinas más grande de la capital.
Actualmente Ciudad Empresarial cuenta con alrededor de 78 hectáreas y unas 700 empresas en el sector, en donde se calcula que aproximadamente 30.000 personas trabajan. Combinando oficinas, espacios verdes, centros comerciales y viviendas generan que la sustentabilidad, la seguridad y el desarrollo comunal se hagan presente.

## Historia
Hasta a mediados del siglo XX, la comuna de Huechuraba fue principalmente un territorio rural y alejado de la ciudad de Santiago. No fue hasta los años 1990 y 1997 que la comuna empezó a tener un auge industrial en los loteos de El Rosal y Ciudad Empresarial.

## Ubicación
Ciudad Empresarial está ubicada en la zona oriente de la comuna de Huechuraba, en el sector nororiente de la ciudad de Santiago, limitando con las comunas de Vitacura, Providencia y Recoleta, privilegiando una conexión con la otra gran zona empresarial de la capital, pudiendo ir a través del túnel San Cristóbal, para llegar a Providencia o por La Pirámide, para llegar a Vitacura.
El sector limita dentro de la misma comuna con zonas residenciales exclusivas por el norte y el oriente (La Pirámide), por ejemplo, Condominio Los Almendros, con casas de más de 20.000 UF; Laguna de La Pirámide, exclusivos departamentos con laguna de Crystal Lagoons o Bosques de La Pirámide. 
Por el sur limita con Américo Vespucio Norte y el Cementerio Parque de Santiago. 
Por el oeste, Ciudad Empresarial limita con algunos terrenos adquiridos para próximos proyectos residenciales y por Espacio Riesco, esto, a través de la Avenida El Salto.

## Desarrollo y urbanismo
Ciudad Empresarial ha experimentado un desarrollo exponencial a partir de los años 2000 y 2010, en los que se han desarrollado diversos edificios para oficinas y empresas.
El sector ha desarrollado centros comerciales (strip centers), un supermercado, hotel, centros de eventos y condominios exclusivos de departamentos y casas para gente de nivel socioeconómico alto (ABC1), en los que se destacan los condominios Laguna de La Pirámide, Bosques de La Pirámide, Waykú, Los Almendros y El Almendral.
En el año 2017 se anunció la creación del Teleférico Bicentenario, el cual conectará a las comunas de Huechuraba y Las Condes para unir a los dos polos comerciales más grandes de la ciudad, reduciendo el tiempo en que se demoraría una persona en recorrer el trayecto en transporte público a 13 minutos. Aún se desconoce la fecha de su construcción.
Otro proyecto que mejora la conectividad del sector es la nueva autopista Américo Vespucio Oriente, el cual asegura reducir el tiempo de trayecto entre Ciudad Empresarial y la comuna de La Reina. Su primer tramo (entre Huechuraba y el sector de Príncipe de Gales) fue inaugurado el 23 de julio de 2022.
Otro aspecto en el que Ciudad Empresarial ha tenido desarrollo es en el educacional, puesto que recientemente se ha inaugurado la Facultad de Economía y Empresa de la Universidad Diego Portales, siendo esta, la primera facultad en una zona empresarial. También, el barrio cuenta con cercanía a la Universidad Mayor.

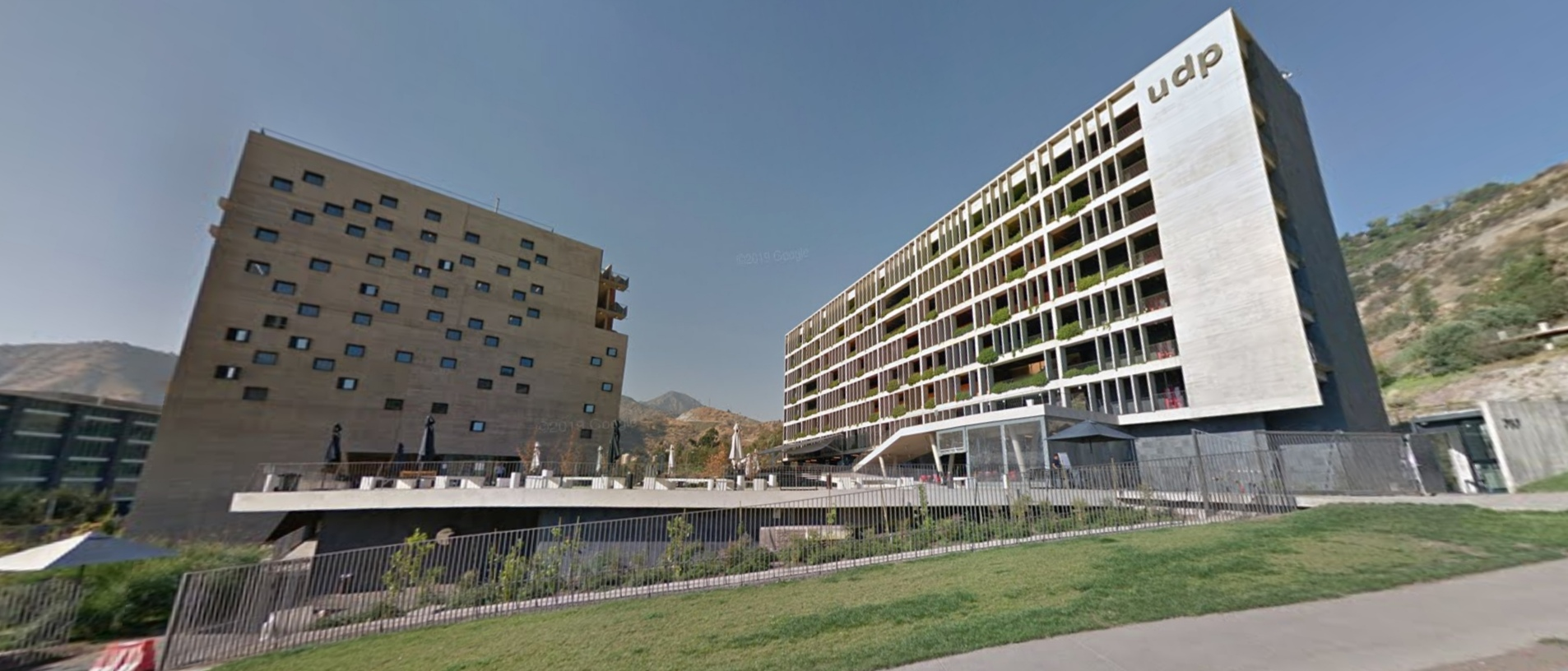
Facultad de Economía y Empresa UDP

En el año 2021 el alcalde de Huechuraba, Carlos Cuadrado, ha modificado el plan regulador de la comuna, permitiendo así el desarrollo de nuevos proyectos inmobiliarios en la zona.
Su conectividad ha progresado de manera importante tras la inauguración de importantes obras viales, como el Túnel San Cristóbal, que permite en forma expedita el tránsito vehicular desde y hacia Pedro de Valdivia Norte y Sanhattan en aproximadamente 12 minutos, cuenta con cobertura de servicio de autobuses de transporte público de la Red Metropolitana de Movilidad que ingresa al sector con servicios locales (B05, C06, C18) y troncales (107, 116, 117, 219e y 223). En el ámbito culinario, Ciudad Empresarial cuenta con distintas alternativas ubicadas en el llamado BulevArt del Patio Ciudad Empresarial, Strip Centers, Mall de Servicios, entre otros.

## Empresas
Ciudad Empresarial cuenta con diversas empresas instaladas en los distintos edificios y oficinas del sector. Entre las más importantes están las siguientes:
- Rubro alimenticio
  - Aramark
  - Bisquertt
  - Food Process
  - Hortifrut
  - MaxAgro
  - Tavola
  - Walmart
- Rubro de capacitación:
  - Otec Reúne
- Centros de eventos:
  - Espacio Riesco
  - Hilaria
  - Spacio Virtual
- Rubro de comunicaciones
  - Reutter
- Rubro de la construcción:
  - Finning CAT
  - Knauf
  - Paramento Design
- Consultoría
  - Sahid
  - Sales Consulting
  - Softnet
  - Open World
- Rubro educacional:
  - Instituto Chileno Británico de la Cultura
  - Facultad de administración y economía, Universidad Diego portales
- Rubro ingeniería:
  - Fluid Supply
  - Precisión
  - RFID
  - VIX
  - Xerox
- Rubro inmobiliario:
  - Plaenge
  - Desco
  - Grupo Empresas FG
  - Palacio Riesco Administraciones
  - Patio Mayor
  - Santa Fe Constructora
- Laboratorio:
  - Bagó
- Rubro publicitario:
  - BBDO – Agencia de Publicidad
  - Comescore Chile S. A.
  - OYM – Agencia de Publicidad
  - Paraíso Films
- Retail:
  - Komax
  - La Polar
- Servicios varios:
  - DHL
  - Endress+Hauser
  - Enex
  - Glemans
  - Home Control
  - Itaú
  - Logísticas S. A.
  - Mail Boxes Etc.
  - Prosegur Alarmas
  - Radisson Hotel
  - The Bunker Cowork
- Telecomunicaciones
  - ClaroVTR
  - Netglobalis
- Transporte
  - Cabify Chile
- Ventas
  - Ditec
  - Dunati
  - DuRocas
  - GMO
  - Intexa
  - Rotter & Krauss